# 镇宁州 (北宋)
镇宁州，北宋时设置的州。
治所在今广西壮族自治区环江毛南族自治县西。属宜州所领羁縻州，辖境即相当今环江毛南族自治县西一带，后废。